# Menhir

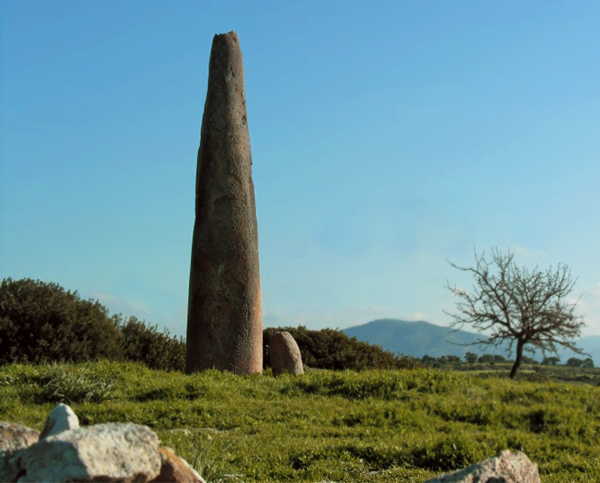
Villa Sant'Antonio (Oristano) menhir di Monte Corru Tundu

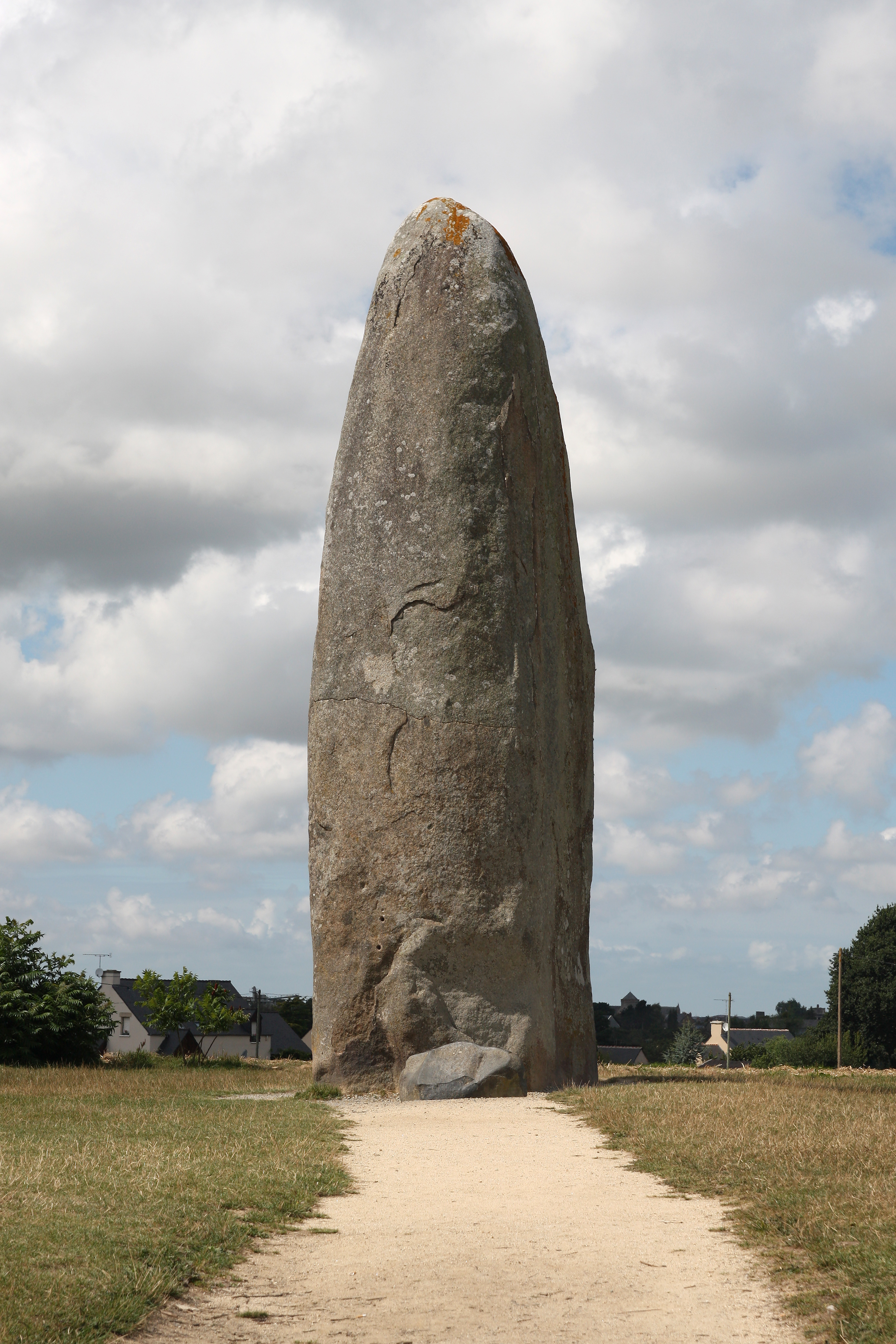
Menhir di Champ-Dolent, Dol-de-Bretagne, Francia

I menhir (dal bretone men e hir "pietra lunga"; in italiano anche "pietrafitta") sono dei megaliti (dal greco "grande pietra") monolitici (da non confondere con i dolmen, polilitici e solitamente assemblati a portale), eretti solitamente durante il Neolitico, e potevano raggiungere anche più di venti metri di altezza, come ad esempio il Grand Menhir rotto di Locmariaquer (nel Morbihan in Bretagna).
Potevano essere eretti singolarmente o in gruppi, e con dimensioni che possono considerevolmente variare, anche se la loro forma è generalmente squadrata, alcune volte assottigliandosi verso la cima. I menhir sono ampiamente distribuiti in Europa, Africa e Asia, ma sono più numerosi nell'Europa Occidentale, in particolare in Bretagna e nelle isole britanniche. Sono stati eretti in molti periodi differenti, nel corso della preistoria, ed erano creati nel contesto della cosiddetta cultura megalitica che fiorì in Europa e dintorni.

## Egitto
- Nabta Playa

## Francia

### Bretagna
In Bretagna si trovano ampi campi (diversi chilometri), probabilmente una volta tra di loro collegati,
con allineamenti (diverse file di sassi, tra di loro parallele, con dimensioni dei sassi in ordine di grandezza).
I menhir bretoni sono dei massi di granito. Attualmente se ne contano più di 6 000 in tutta la regione.
Gli allineamenti di Carnac (nel Morbihan) coprono una distanza di 4 km,
tra il sito di Kerlescan a est e Le Ménec a ovest: comprendono ben 3 000 monoliti.
Altri menhir celebri sono il Grande menhir spezzato di Locmariaquer (Morbihan), il menhir di Champ-Dolent nei pressi di Dol-de-Bretagne (Ille-et-Vilaine), ormai spezzato ma che all'origine misurava più di venti metri ed era il più grande menhir mai eretto, e il menhir di Saint-Uzec (Côtes-d'Armor).
Si ritiene che l'erezione dei menhir sia avvenuta in Bretagna tra il 4500 e 2000 a.C.
(non vennero dunque eretti né dai bretoni, né dai celti).
Vennero utilizzati in vario modo dalle popolazioni successive,
specialmente per riti religiosi. In era cristiana, per soppiantare i riti pagani,
diversi menhir vennero "cristianizzati" scolpendovi motivi cristiani o semplici croci (è il caso, ad esempio, del menhir di Saint-Uzec).
Menhir a Carnac

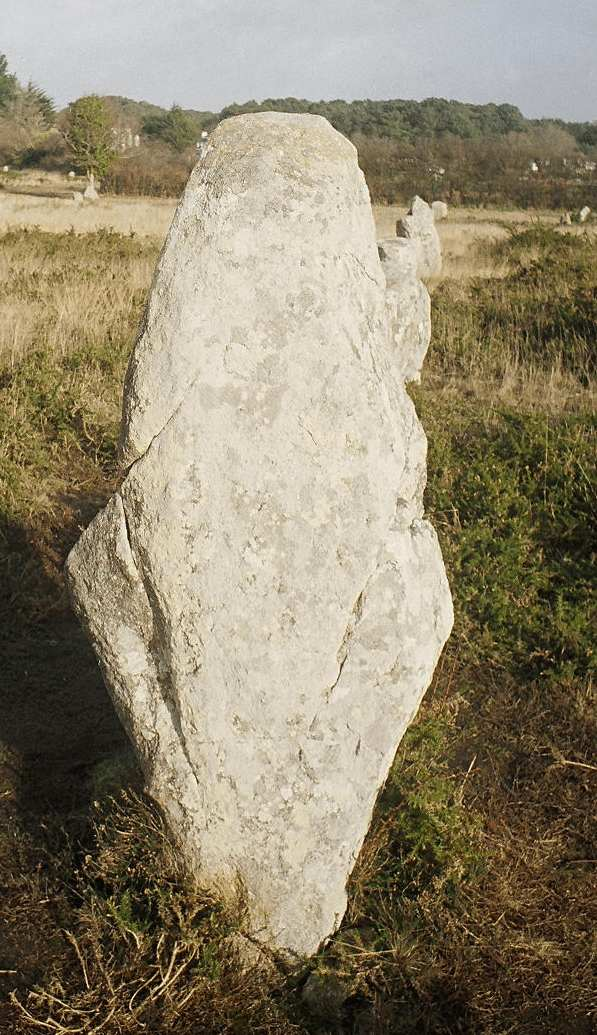
Dettaglio
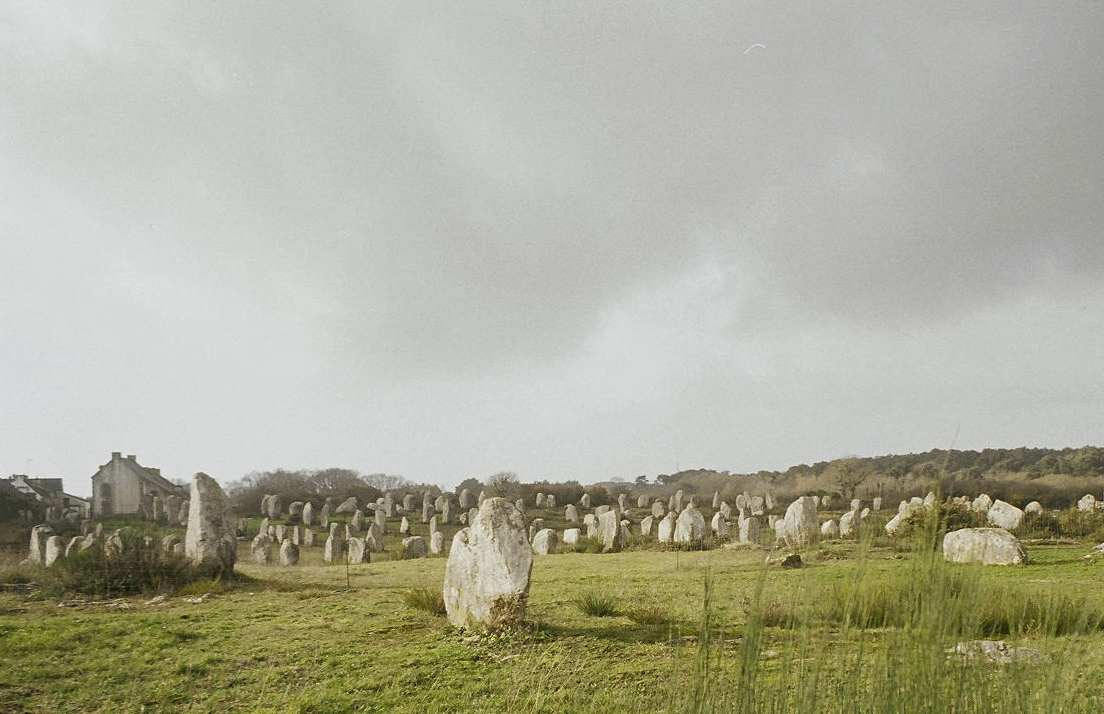
Campo
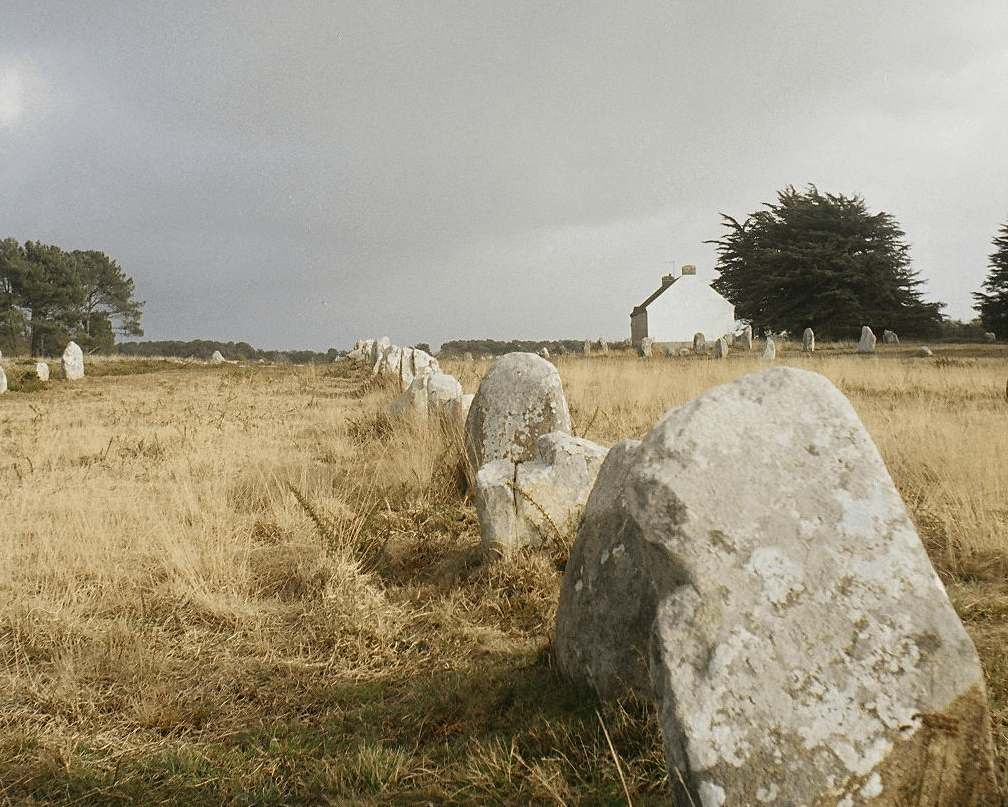
Allineamento

Altri menhir in Francia

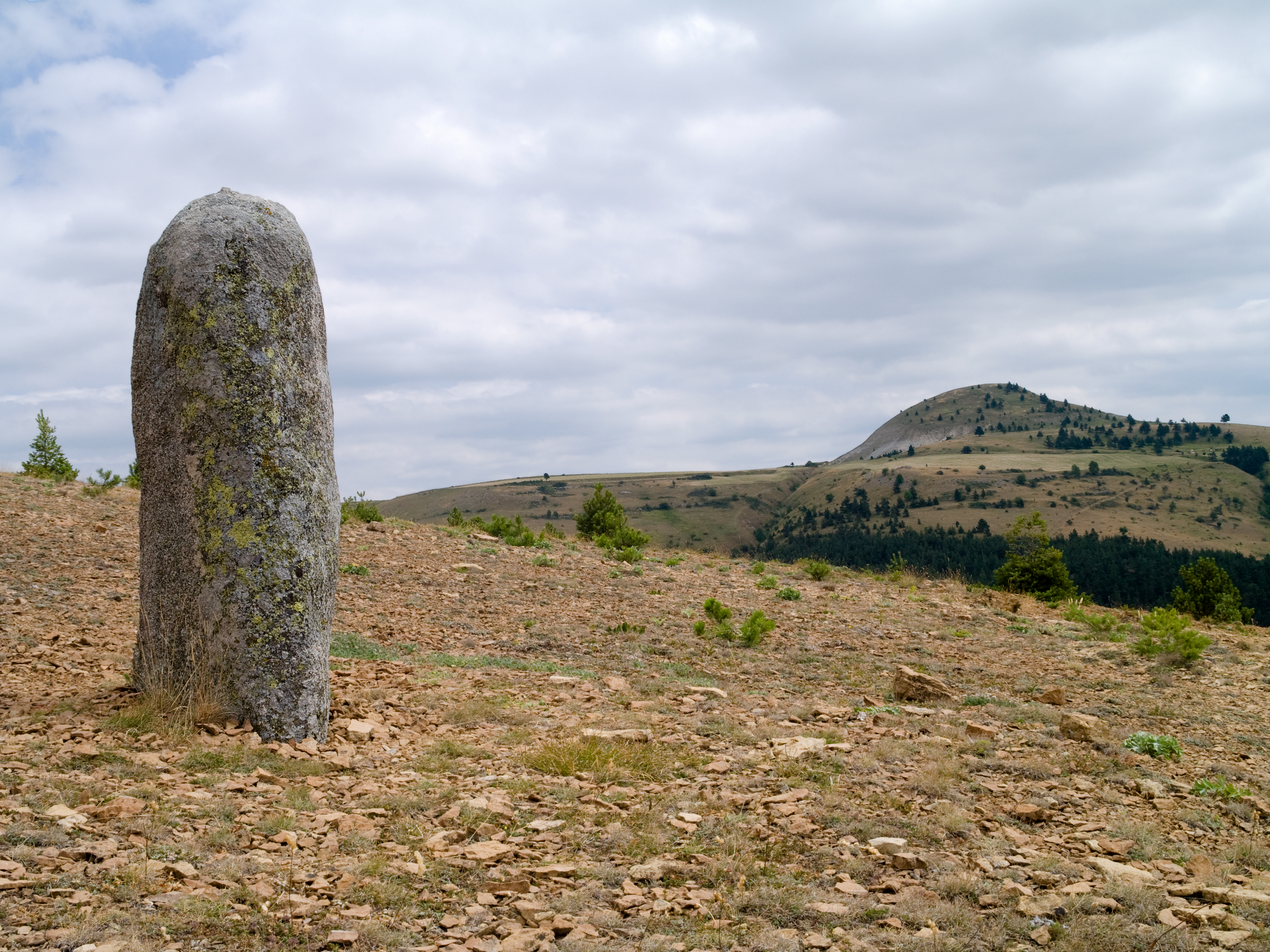
Uno dei menhir del sito della Cham des Bondons (Lozère)
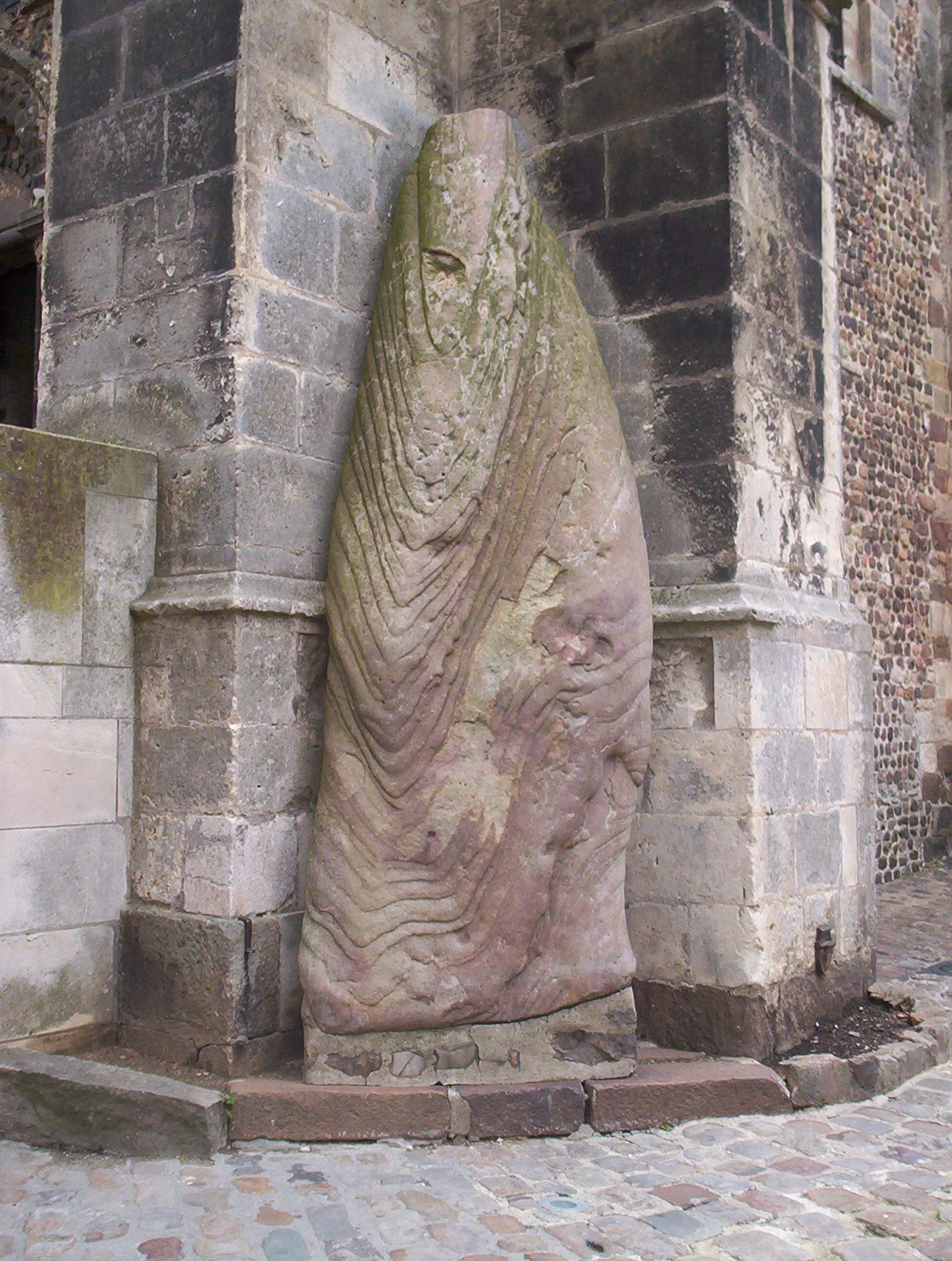
Il cosiddetto "Menhir della Cattedrale" a Le Mans

Gli antichi Romani riutilizzarono i menhir come punti di riferimento sulle proprie strade, come veri e propri segnali stradali: infatti molti menhir si trovano a ridosso delle antiche strade romane o in prossimità degli incroci.
- Filitosa, Corsica
- Saint-Sulpice-de-Faleyrens, Gironde  (alto 5 metri e largo 3)
- Murat-sur-Vèbre, Tarn
- Cham des Bondons, Lozère

## Germania
- Gollenstein, Blieskastel (alto 6,6 metri)
- Spellenstein, St. Ingbert (alto 5 metri)

## Gran Bretagna
- Drizzlecombe, Dartmoor
- Beardown Man, Dartmoor
- Laughter Tor, vicino Two Bridges, Dartmoor
- Frecce del Diavolo

## Nuove Ebridi
La presenza elementi megalitici, quali menhir e dolmen, nelle Nuove Ebridi ha spinto l'antropologo John Layard a cercare una riprova della sua antropologia psicoanalitica basata sulle teorie di Carl Gustav Jung. 
A Malekula egli analizzò il rituale maki consistente in un rito per mezzo del quale, secondo la teoria indigena del posto, un uomo, sacrificando maiali maschi, si appropriava della "forza" della vittima e si metteva al riparo, dopo la morte, dalla distruzione ad opera di uno spirito preposto alla sua persona. I sacrifici erano ripetuti parecchie volte nel corso della vita di un individuo, fino al momento in cui quest'ultimo riusciva a conquistarsi i defunti. 
Il ciclo rituale si componeva di due parti, ciascuna caratterizzata dall'erezione di un monumento in pietra:
1. Nel corso della prima parte del rito veniva elevato un monumento simile ai menhir dell'Europa preistorica: una pietra oblunga piantata verticalmente nel terreno (e che Layard associò al sesso maschile);
2. Nella seconda parte del rito il monumento eretto era una piattaforma, anch'essa di pietra, simile al dolmen (che Layard associò, in contrapposizione al menhir, al sesso femminile).[1]

## Italia

### Sardegna

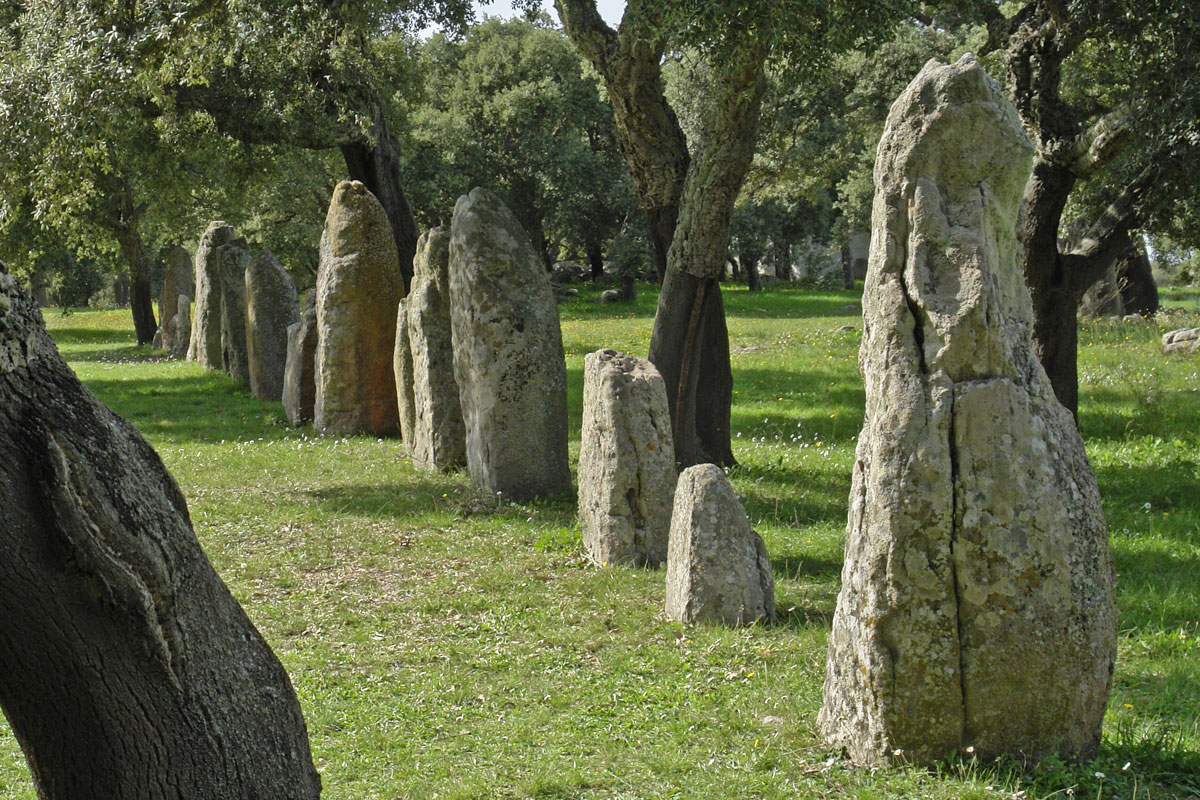
Goni - Cagliari Pranu Muttedu

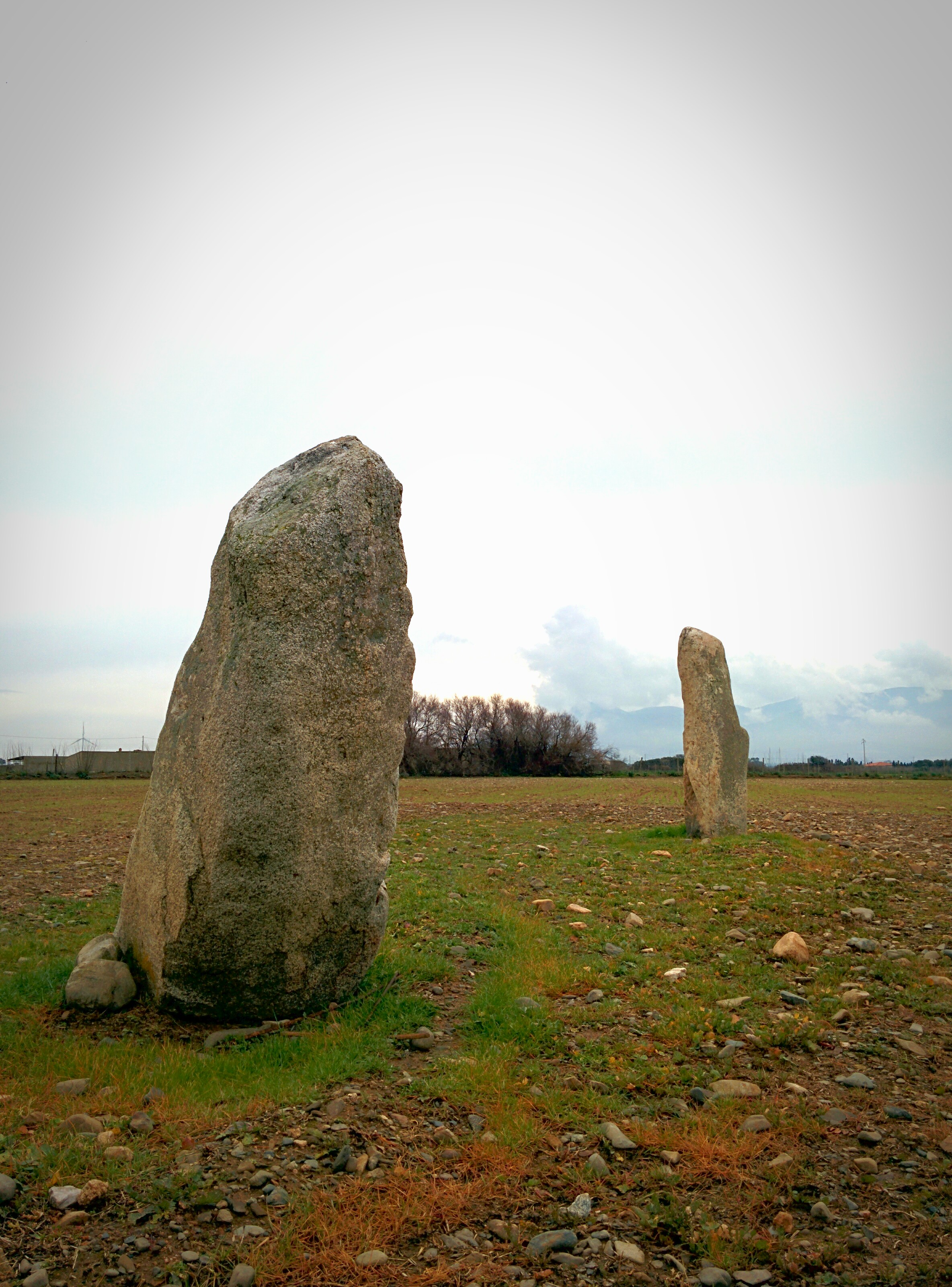
Perdas Longas - i menhir di Guspini

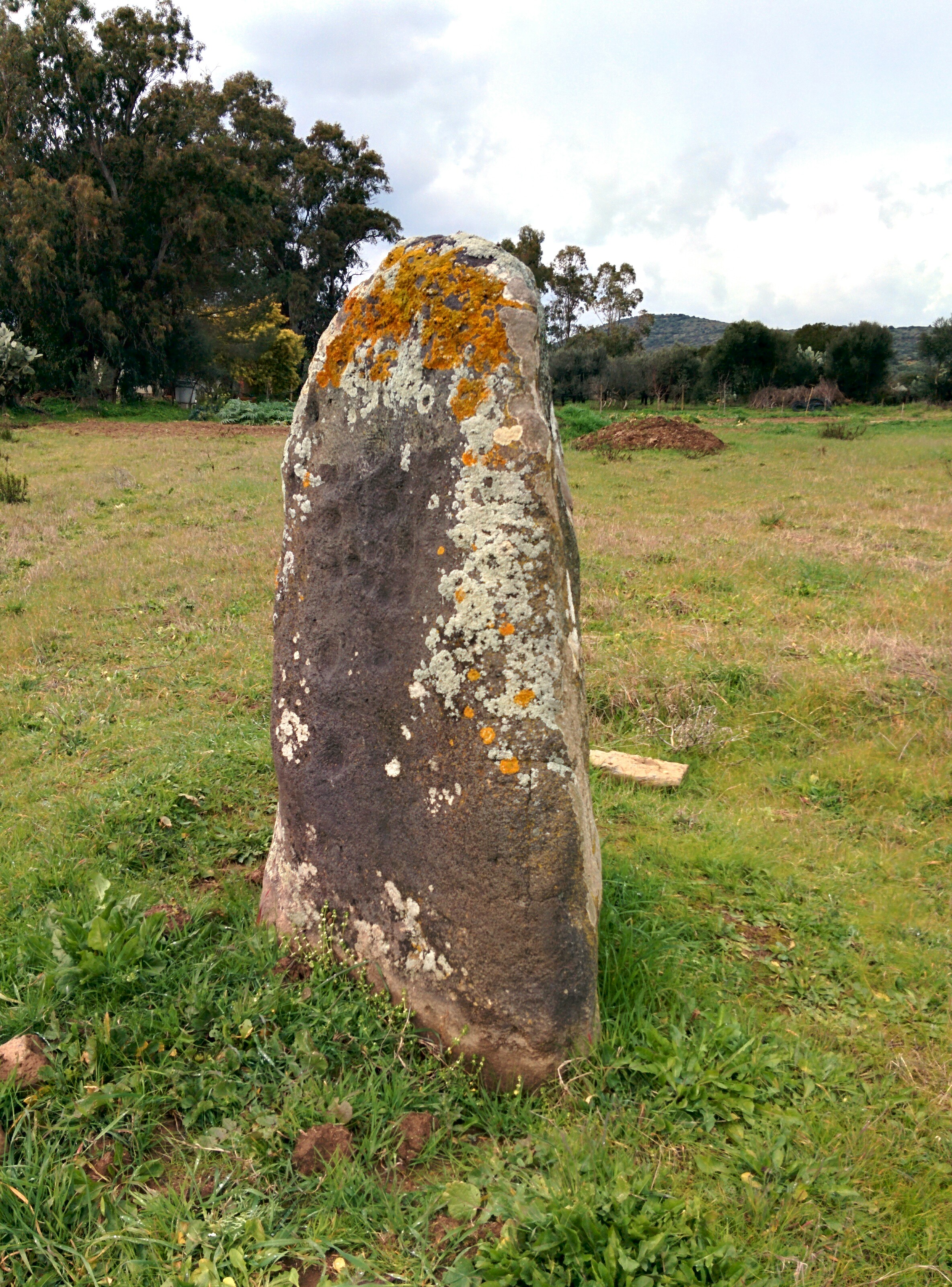
Menhir Guspini presso Casa Cadeddu

In Sardegna prendono il nome di perdas fittas o pedras fittas, ossia "pietre conficcate". Presenti in varie zone dell'isola, se ne contano 740 e possono essere completamente lisci, rappresentando una simbologia fallica, oppure avere scolpito il simbolo femminile della fecondità, le mammelle, segni inequivocabili della Dea Madre; alcuni hanno invece delle coppelle, come il menhir di Genna Prunas di Guspini, mentre l'originale stele di Boeli, meglio conosciuta come Sa Perda Pinta di Mamoiada, presenta una serie di spirali concentriche in quasi tutte le facce del monolito.
A Laconi, in provincia di Oristano, sono stati rinvenuti nelle campagne circostanti, oltre 100 menhir sia di tipo protoantropomorfo, cioè a faccia prospettica piana, sia antropomorfo, ossia con brevi stacchi somatici. Sono inoltre state ritrovate statue-menhir, o statue-stele, anch'esse caratterizzate dalla presenza di rilievi anatomici e tratteggi del viso più o meno stilizzati. Sempre a Laconi, nel Museo della statuaria preistorica in Sardegna, ospitato negli spazi di palazzo Aymerich, sono presenti decine di menhir ritrovati, oltre che nel suo territorio, in tutto il Sarcidano e in altri centri vicini.
A Villa Sant'Antonio, provincia di Oristano, si trova un'alta concentrazione di rari menhir protoantropomorfi e antropomorfi, tanto che l'area è stata soprannominata valle dei Menhir. I megaliti furono realizzati tra il 3300 e il 2500 a.C., durante l'epoca caratterizzata dalla cultura di Ozieri. In questa località si trova un menhir alto 5 metri e 75 cm, uno dei più alti sull'Isola.
A Goni, in provincia del Sud Sardegna, nel complesso archeologico di Pranu Muttedu, si trovano menhir allineati in lunghe file che fanno parte di un'area molto ricca di monumenti megalitici del Neolitico, comprese diverse domus de janas, le "case delle fate". Nel territorio di Sorgono, in provincia di Nuoro, è invece situato l'importante complesso di Biru 'e Concas.
A Sant'Antioco, nella provincia del Sud Sardegna, oltre ai più conosciuti quali Su Para e sa Mongia (il frate e la suora), è possibile osservare, negli agglomerati urbanistici preistorici, parecchi menhir di genere maschile, di forma fallica, con sezione a pilastro, e altri, femminili, con sezione piano-convessa o concavo convessa.
Quattro menhir si trovano tra i comuni di Tortolì e Barisardo, tra i quali uno è stato distrutto da dei vandali sul finire degli anni novanta. Sempre a Guspini possiamo trovare is Perdas Longas, anch'essi un esempio di due menhir in coppia situati in un campo vicinissimo alla zona industriale del paese. Il comune di Mamoiada risulta essere circondato principalmente da menhir mentre poche sono le testimonianze di megaliti più evoluti.

### Puglia

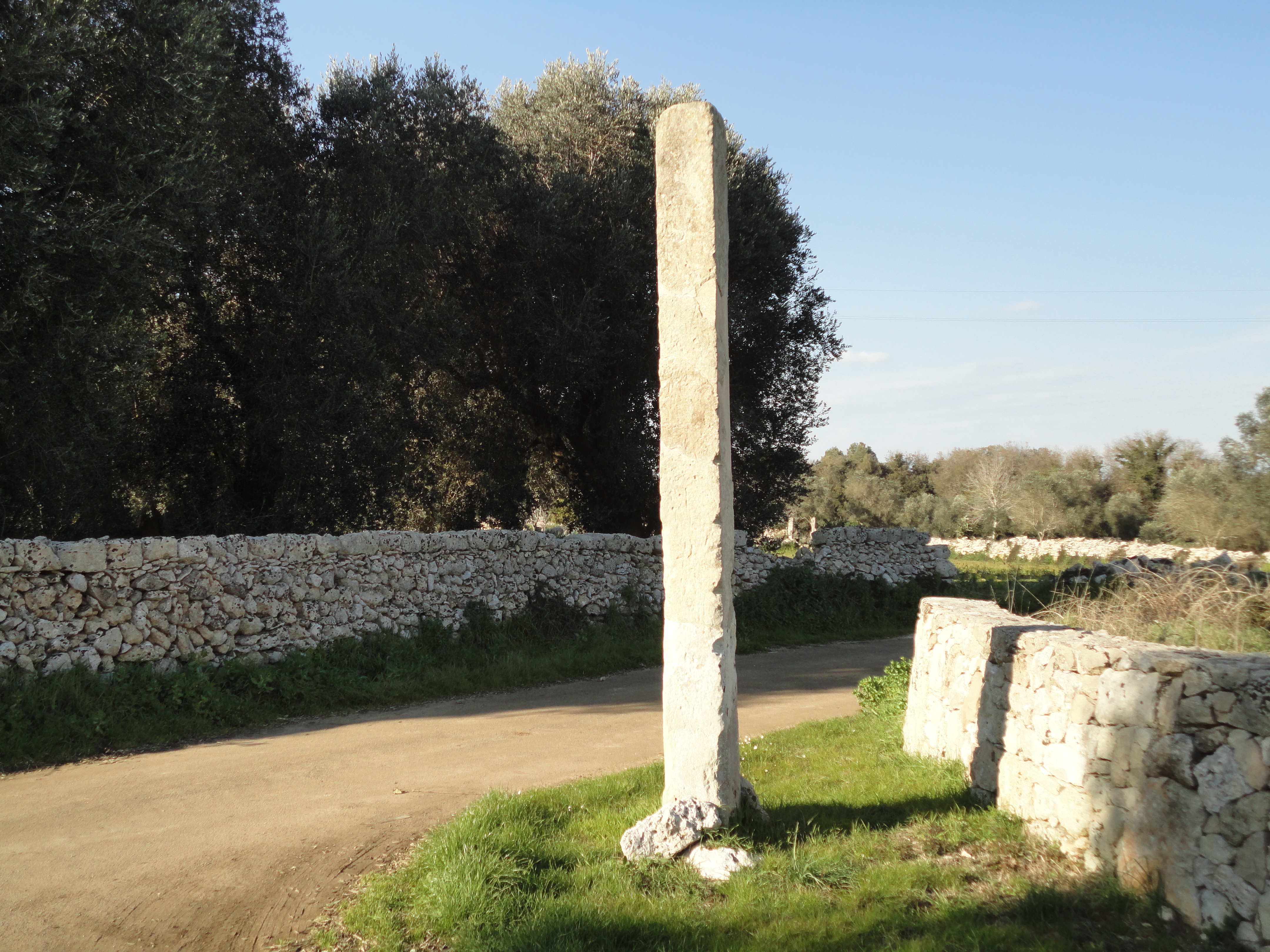
Uno dei tanti menhir di Giurdignano

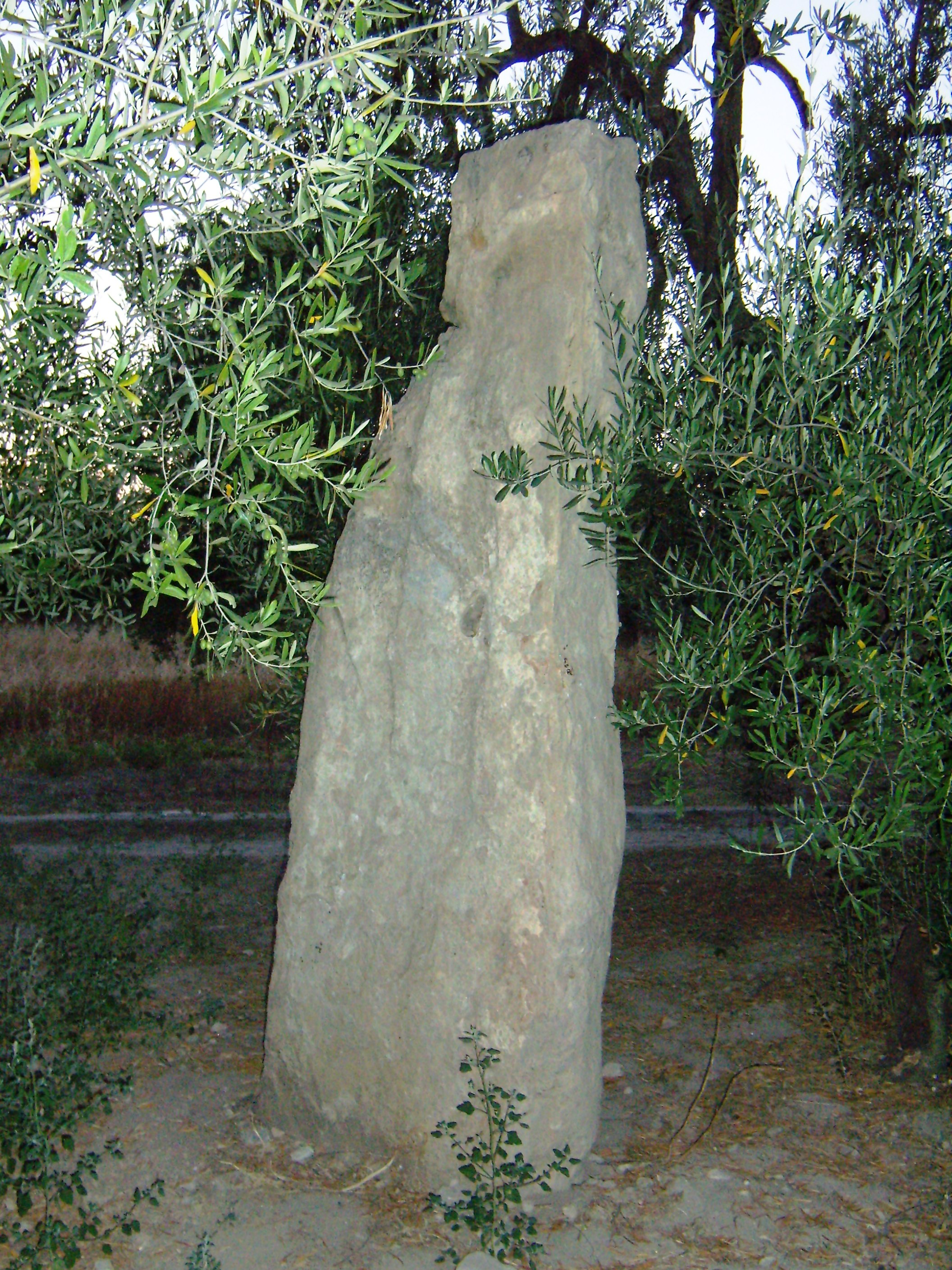
Menhir di Canne

I menhir, insieme con i dolmen e le specchie (nati come fari neolitici utilizzati durante le battute di caccia e che si sono evoluti in veri e propri sistemi di comunicazione), si trovano anche in Puglia, e in particolare nel Salento. In provincia di Lecce, sono disseminati dappertutto. Ogni centro possiede almeno un menhir. Nel comune di Giurdignano, nei pressi di Otranto, se ne contano addirittura più di 15 esemplari. A Martano, in provincia di Lecce, si ha la presenza di uno dei più alti menhir d'Italia, il "menhir de Santu Totaru", che raggiunge i 4,70 metri d'altezza.
I menhir del Salento furono, nel Medioevo, cristianizzati incidendo sulla pietra delle croci. Ancora oggi in alcuni paesi vi è l'usanza, la Domenica delle Palme, di fare delle processioni che terminano nelle vicinanze dei menhir dove vengono benedetti i ramoscelli di olivo.
A Modugno, in provincia di Bari ne sono presenti almeno due esemplari riconosciuti, tra cui vi è uno detto "Il Monaco" (presente sulla strada tra Modugno e Bitonto) per la sua presunta somiglianza a un uomo imponente e isolato.
A Terlizzi, in provincia di Bari, sono presenti almeno tre menhir allineati, il più conosciuto è il menhir della Via Appia. Nella città di Muro Leccese sono presenti diversi menhir. Ne sono ancora visibili 6.
A Sammichele, sempre in provincia di Bari, è presente un menhir ben conservato. 
In tutta la Puglia si contano 79 menhir.

### Sicilia
- Parco delle Madonie
- Valle dei Menhir a Cerami

### Toscana
All'isola d'Elba si trovano 4 menhir aniconici nel sito archeologico dei Sassi Ritti.

### Liguria
- Varazze.
- Verzi (Finale Ligure).
- Pieve di Teco.[4]

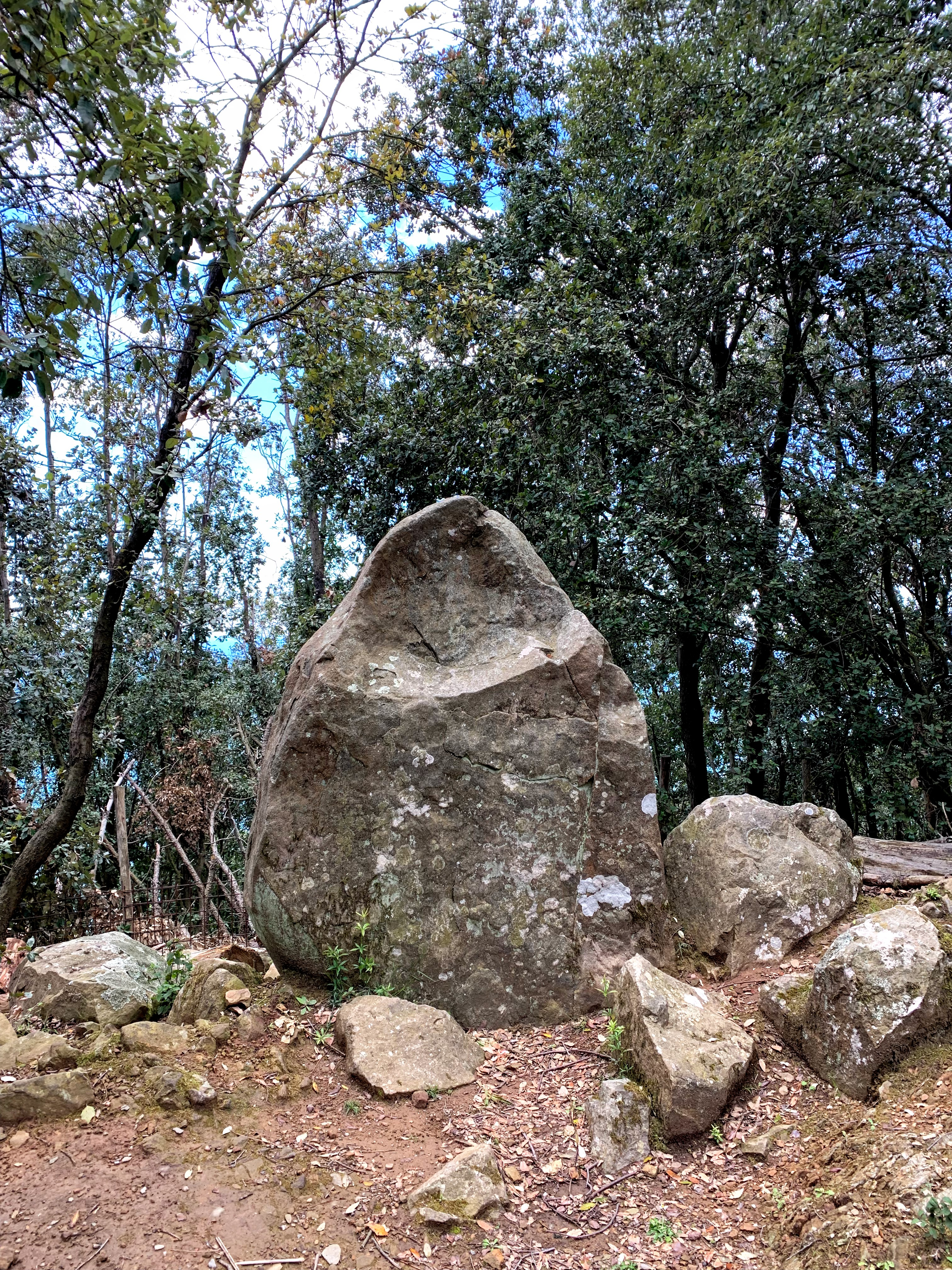
Menhir di Tramonti

- Menhir di Monte Caprione, tra Lerici e Ameglia.
- Menhir di Monte Capri tra Riomaggiore e Riccò del Golfo, non si sa se erano idoli o monumenti funerari.
- Menhir di Tramonti presso Tramonti, tra La Spezia e le Cinque Terre, conosciuto come il Menhir del Diavolo, è considerato da alcuni studiosi come opera di antiche popolazioni liguri che lo eressero con funzione sacrale[5].

### Piemonte

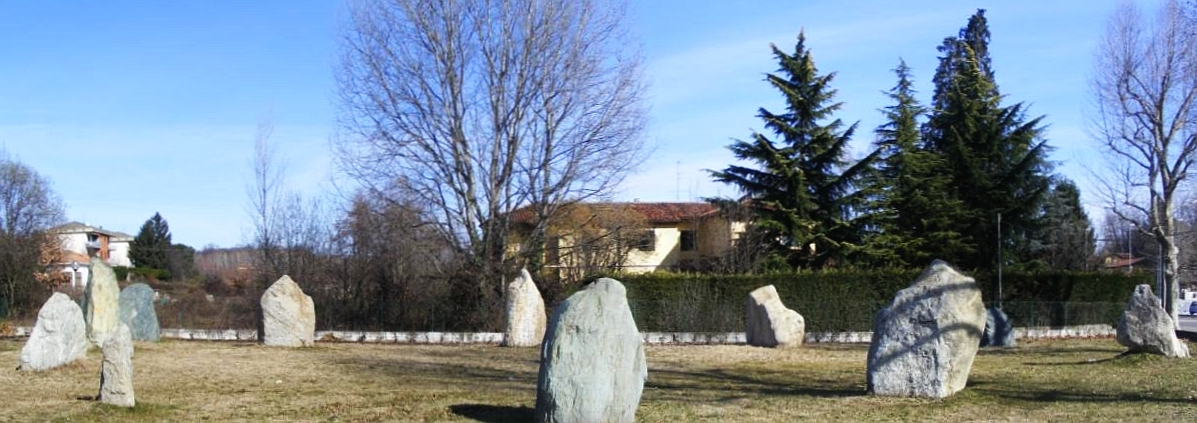
I menhir di Cavaglià

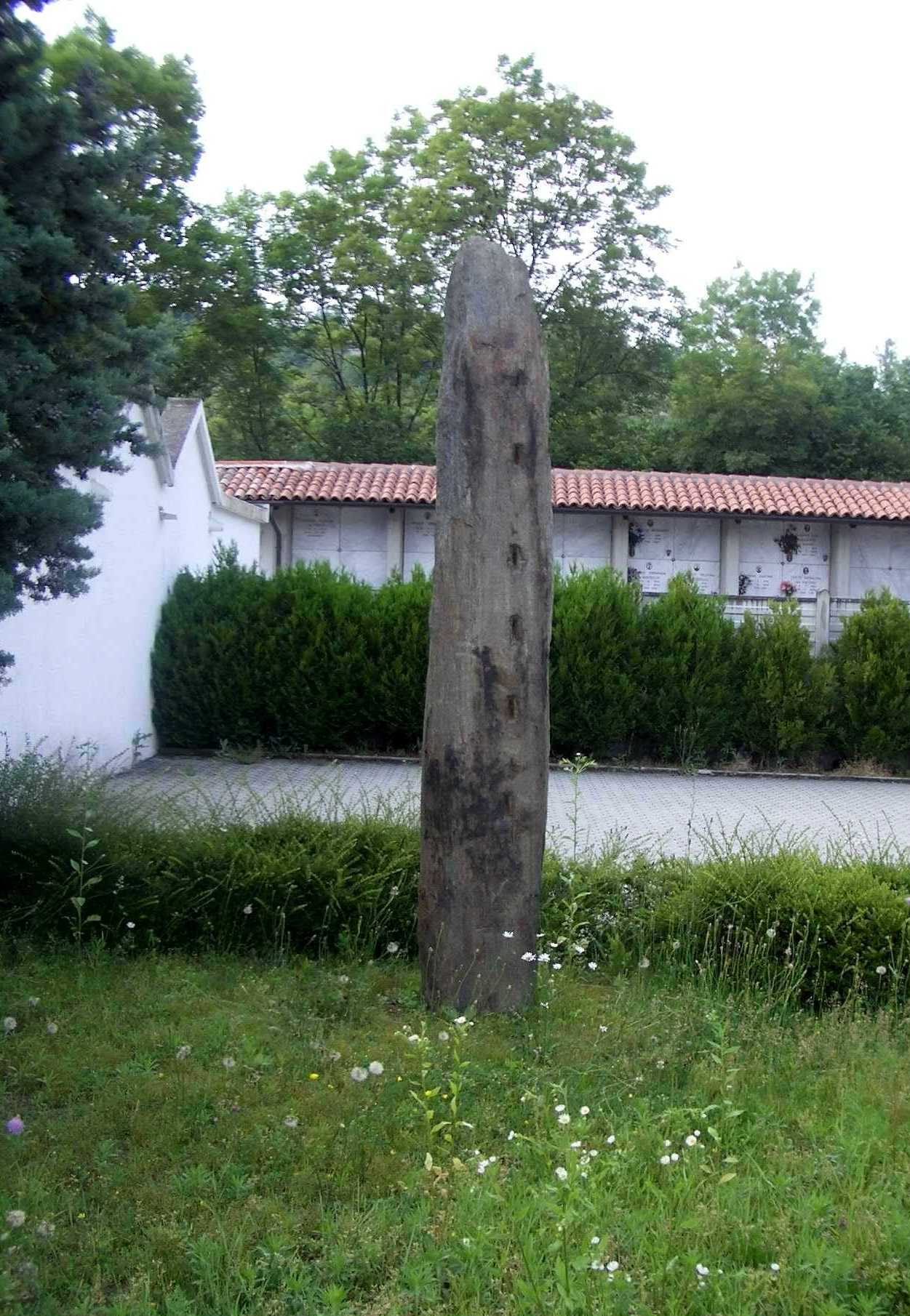
Il menhir di Lugnacco

- Cavaglià: a Cavaglià, in provincia di Biella sono presenti undici menhir disposti in maniera circolare a formare il cosiddetto "Cromlech". La Sovrintendenza di Torino li ha datati al 4.000/5.000 a.C. grazie al ritrovamento di calcare nelle coppelle dei megaliti stessi. Pertanto il Cromlech di Cavaglià risulta essere il parco archeologico più ampio della regione.
- Lugnacco: a Lugnacco in provincia di Torino si trova un monolite di gneiss (lungo 3,85 metri, per una circonferenza di base pari a 1,20 metri e un peso di circa 1,8 tonnellate) che è stato recentemente infitto verticalmente nel terreno di fronte al cimitero, in quella che fu verosimilmente la sua collocazione originaria. Questo menhir ha due gemelli, quello di Mazzè e quello di Chivasso.
- Chivasso: a Chivasso nella centrale Piazza d'Armi è conservato un menhir chiuso all'interno di una teca di cristallo. Molto simile a quello di Lugnacco è alto 4 metri e ha una coppella laterale. La collocazione originale è sconosciuta.

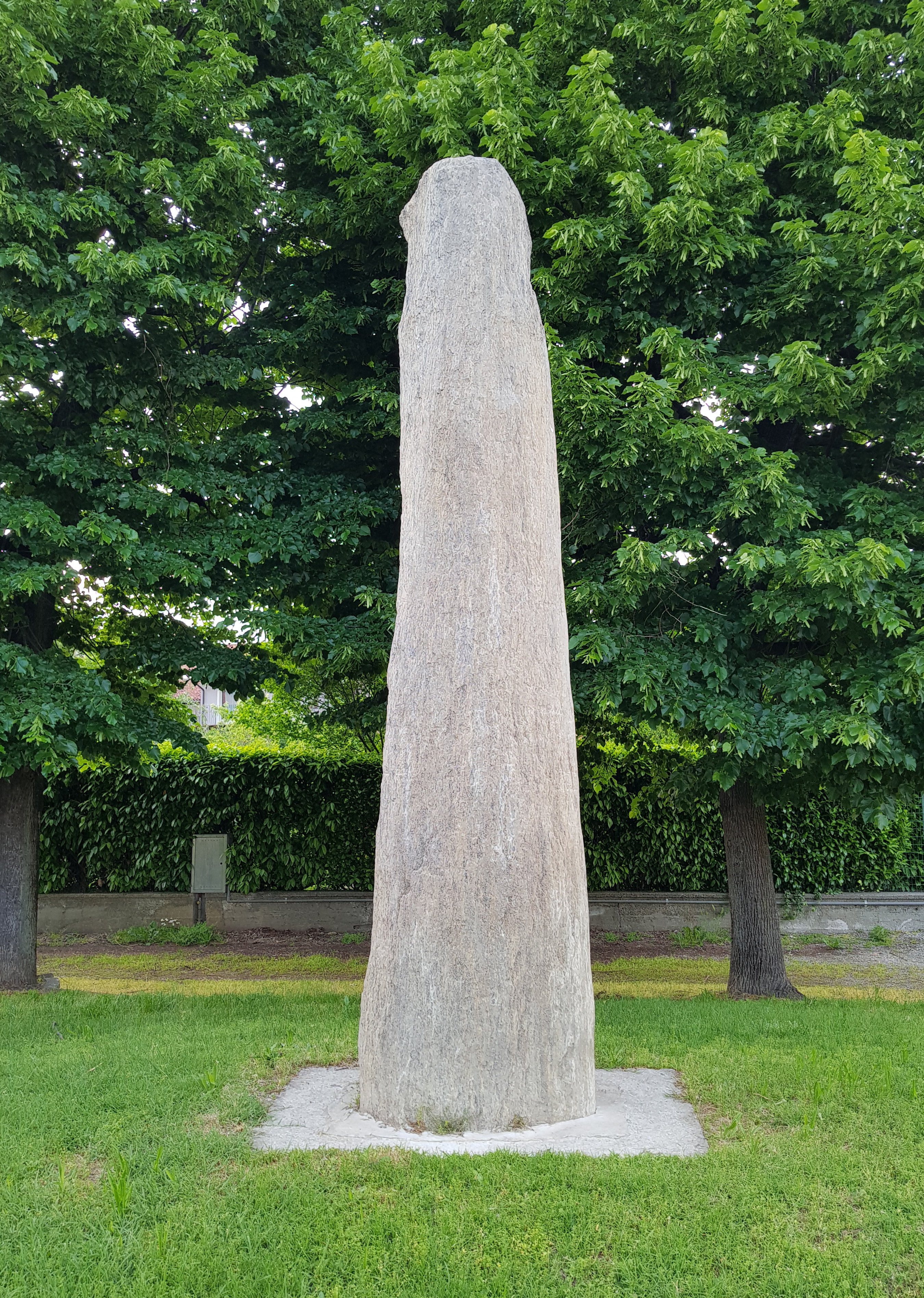
Il menhir di Mazzè

- Mazzè: a Mazzè si trova un menhir molto simile ai precedenti. Una copia esatta è anche visibile al museo delle antichità di Torino, mentre l'originale, alto 4,20 metri, è situato in piazza Mattea, vicino al Municipio.
- Paroldo: a Paroldo, in provincia di Cuneo è conservato un menhir, anche in questo caso conservato in modo un po' grossolano, in quanto è stato infisso in un basamento di cemento. Si trova sulla strada che conduce alla chiesa del paese.
- Briaglia: tra i più grandi ritrovamenti megalitici in terra piemontese è certamente da ricordare l'area di Briaglia, in provincia di Cuneo. Nel 1970, l'archeologo Janigro d'Aquino incominciava una serie di scavi presso il paesino trovando una grande quantità di menhir, pietre scritte e anche un tumulo sotterraneo. A partire dagli anni ottanta il sito è stato soggetto a incuria e gran parte dei materiali sono stati utilizzati come materiale edile o scomparsi. Un menhir è ancora visibile incorporato nel giardino di un'abitazione privata.
- Monte Musinè: tra i menhir piemontesi più famosi ci sono sicuramente quelli del Monte Musinè, nei dintorni di Torino. Questo luogo venne alla ribalta negli anni settanta in pieno periodo di "archeologia misteriosa". Su una delle pietre erette venne rinvenuto un graffito che alcuni interpretarono come un disco volante. Questa incisione è probabilmente un falso risalente agli stessi anni.
- Monte Pietraborga: tra i siti più grandi del Piemonte e meno conosciuti quello posto presso il monte Pietraborga di Trana in Val Sangone è molto grande e risale all'età del Rame. L'area megalitica si trova nel bosco posto sul crinale tra la Pietraborga (926 m s.l.m.) e la frazione montana di Presa Sangano.

### Lombardia

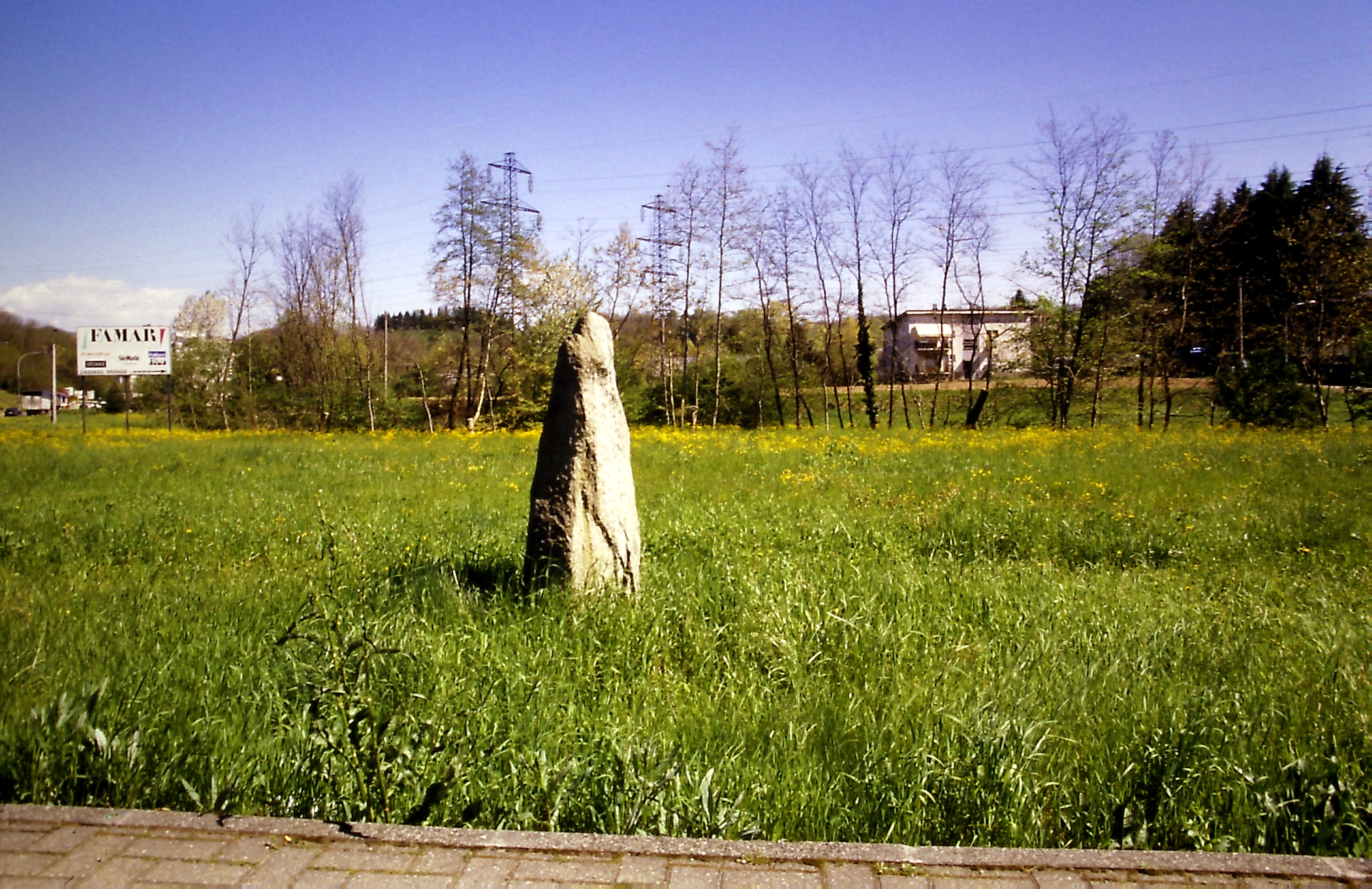
Il menhir di Bulciago (Lecco)

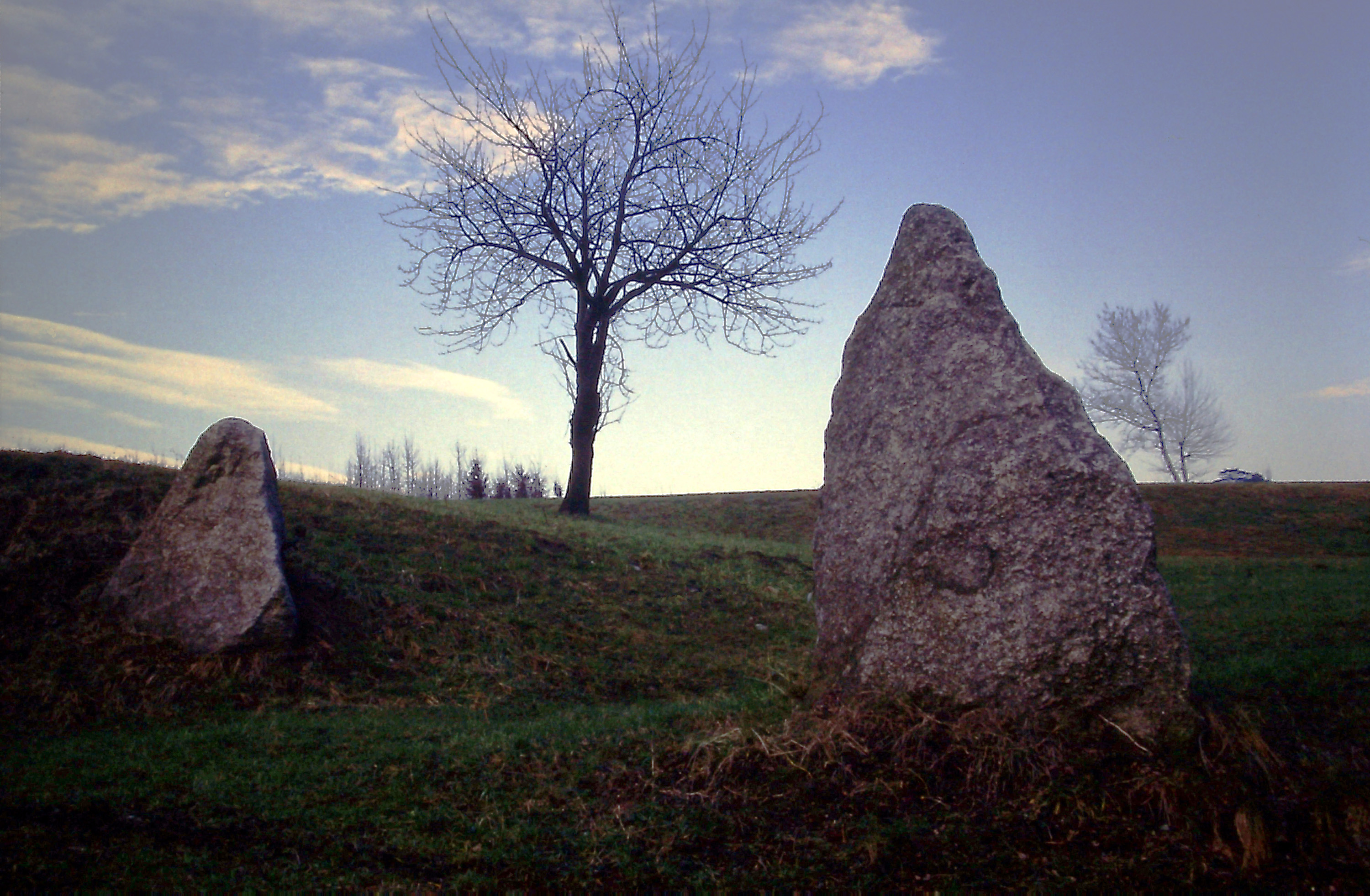
I menhir di Barzago (Lecco)

- Bulciago: antica pietra in granito modellata dall'uomo, alta circa un metro e sessanta centimetri e piantata nel terreno per circa un metro. È stata trafugata nel 2007. Sembra che poi sia stata ritrovata dal personale del comune, ma non è mai ritornata nella sua sede naturale.
- Barzago: due menhir di circa 2 metri di altezza da preservare, situati a fianco della SS 342, di fronte all'incrocio di via Giuseppe Parini. Qualcuno ha avanzato l'ipotesi che con il menhir scomparso di Bulciago (che si trovava a poche centinaia di metri), e altri persi nei boschi lì intorno, facessero parte di una sorta di recinto all'avello di Bulciaghetto, un grosso masso erratico in granito serpentino scavato a tomba in località Morti dell'Avello.

## Mongolia
- Stele del Cervo

## Portogallo
- Sagres
- Distretto di Évora

## Scandinavia
- Björketorp Runestone.